# Relations entre l'Égypte et l'Union européenne
Les relations entre l'Égypte et l’Union européenne remontent à 1966. Elles reposent principalement sur la politique européenne de voisinage et un accord d'association entré en vigueur en 2004.

## Représentation

### Représentation de l’Égypte auprès de l'Union européenne
| Ordre | Ambassadeur    | Mandat                       |
| ----- | -------------- | ---------------------------- |
|       | Badr Abdel Aty | septembre 2021 - en fonction |

### Représentation de l'Union européenne auprès de l’Égypte
| Ordre | Ambassadeur      | Mandat                    | Nationalité |
| ----- | ---------------- | ------------------------- | ----------- |
|       | James Moran      | 2012 - 2016               | britannique |
|       | ?                |                           |             |
|       | Christian Berger | septembre 2020 - en cours | autrichien  |

## Sources

## Compléments